# Emil Kremenliev
Emil Kremenliev (Emil Georgiev Kremenliev, bulgare : Емил Георгиев Кременлиев), né le 13 août 1969 à Varna, est un footballeur bulgare. Il jouait au poste de défenseur. Il a fait partie de l'équipe de Bulgarie qui a atteint les demi-finales de la Coupe du monde 1994 et il a également participé à l'Euro 1996.

## Carrière en club
- 1989-1993 : Slavia Sofia  Bulgarie (79 matchs/1 but)
- 1993-jan. 1996 : Levski Sofia  Bulgarie (66/3)
- jan. 1996-1996 : Olympiakos  Grèce (12/1)
- 1996-1997 : Levski Sofia  Bulgarie (12/1)
- 1997-jan. 2001 : CSKA Sofia  Bulgarie (90/1)
- jan. 2001-jan. 2002 : 1.FC Union Berlin  Allemagne (15/1)
- jan. 2002 : FK Spartak Varna  Bulgarie (21/3)
- 2002-jan. 2003 : Marek Dupnitsa  Bulgarie (1/0)
- jan. 2003-2003 : Conegliano German  Bulgarie (4/0)
- 2003-2004 : FK Kaziczene  Bulgarie (61/21)

## Carrière en sélection
Il a obtenu 25 sélections avec l'équipe de Bulgarie (pour aucun but), et il a participé à la Coupe du monde 1994 (5 matchs) et à l'Euro 1996 (1 match).

## Palmarès
- Demi-finaliste de la Coupe du monde 1994 avec la Bulgarie.
- Champion de Bulgarie en 1994 et 1995 avec le Levski Sofia, et en 1997 avec le CSKA Sofia.
- Finaliste de la Coupe d'Allemagne en 2001 avec le 1.FC Union Berlin, qui évoluait alors en 3e division allemande.